# Watzum (Uehrde)
Watzum ist ein Ortsteil der niedersächsischen Gemeinde Uehrde der Samtgemeinde Elm-Asse im Landkreis Wolfenbüttel, in dem im September 2024 213 Einwohner lebten.

## Geschichte
Die Existenz des bäuerlichen Siedlungsdorfes ist seit 1195 urkundlich belegt, damals erstmals erwähnt als „Wattekesheim“. Um 1220 und 1270 wurde es Watkessem und im 14. Jahrhundert Wattekessem genannt. Später heißt es auch „Watzem“. Bei den Einwohnern und in den Nachbardörfern existiert in der ostfälischen Mundart der Region auch heute noch der Name „Watzen“.
Die Edelherren von Meinersen waren in Watkessem begütert. Sie gaben 1220 aus ihrem Eigenbesitz 5 Hufen als Lehen an Balduin von Dahlum und 1 Hufe als Lehen an Bruno von Gustedt.
Seit der Eingemeindung, die am 1. März 1974 in Kraft trat, ist der Ort ein Teil der Gemeinde Uehrde.

## Kultur und Sehenswürdigkeiten

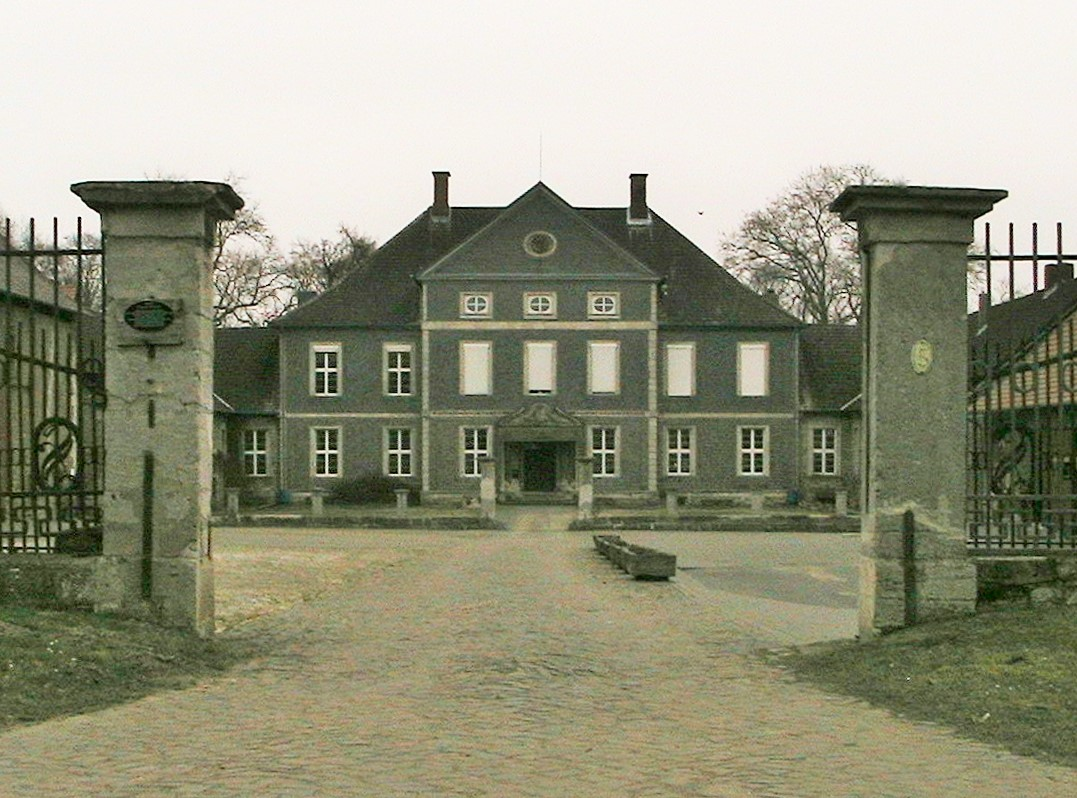
Rittergut Watzum

- Das markanteste Bauwerk und Wahrzeichen des Dorfes ist die Kirche, die wie eine Burg auf einer Anhöhe mitten im Dorf steht und bis weit in die Region sichtbar ist. In Teilen stammt sie aus dem 12. Jahrhundert und wurde vermutlich vom Welfenhaus gegründet.[6] Es wird aber auch überliefert, dass die Watzumer Kirche von Tempelrittern erbaut worden sein soll.[7] Später stand sie unter dem Patronat des Deutschen Ordens
- Das Ortsbild wird außerdem durch das Watzumer Rittergut geprägt, es wurde 1704 vom braunschweigischen Landesbaumeister Hermann Korb errichtet und hat einen weiträumigen Gutspark. Seit dem Mittelalter hatte die Ministerialenfamilie derer von Weferlingen das Rittergut inne. Eine außereheliche Tochter Herzog Heinrichs des Jüngeren[8] heiratete im 16. Jahrhundert in die Familie von Weferlingen ein. Mit Hilfe ihrer Mitgift konnte das Dorf nach einer Zerstörung durch den Schmalkaldischen Krieg wieder aufgebaut werden.[6] Mittlerweile ist die Familie von Weferlingen ausgestorben.
- Als weitere markante Gebäude sind noch der Möhringsche und der Eppersche Hof erwähnenswert. Sie unterliegen beide der Denkmalpflege.

## Persönlichkeiten
- Heinrich Gravenhorst (1823–1898), Bienenzüchter,[9] Erfinder des Gravenhorst’schen Bogenstülpers, in Watzum geboren.[10]
- Ernst-Henning Jahn (1938–2023), CDU-Politiker, von 1970 bis 2003 niedersächsischer Landtagsabgeordneter und von 1990 bis 2003 Landtagsvizepräsident, von 1981 bis 1996 Landrat von Wolfenbüttel.